# إيوا روس
إيوا روس (بالسويدية: Ewa Roos)‏ هي مغنية وممثلة سويدية، ولدت في 12 يونيو 1949 في بوروس في السويد.

## وصلات خارجية
- إيوا روس على موقع IMDb (الإنجليزية)
- إيوا روس على موقع ميوزك برينز (الإنجليزية)
- إيوا روس على موقع قاعدة بيانات الأفلام السويدية (السويدية)
- إيوا روس على موقع أول ميوزيك (الإنجليزية)
- إيوا روس على موقع ديسكوغز (الإنجليزية)
- إيوا روس على موقع قاعدة بيانات الفيلم (الإنجليزية)